# هنري جيمس سيمون
هنري جيمس سيمون (بالألمانية: James Simon)‏ هو تاجر ألماني، ولد في 17 سبتمبر 1851 في برلين في ألمانيا، وتوفي بنفس المكان في 23 مايو 1932.